# Hans Rettenbacher
Johann-Anton 'Hans' Rettenbacher (Wenen, 16 september 1939 - 19 december 1989) was een Oostenrijkse jazzcontrabassist en -cellist.

## Biografie
Rettenbacher studeerde muziekwetenschap en bezocht de Berklee School of Music in Boston. In de late jaren 50 speelde hij o.a. bij Gerd Dudek en Manfred Schoof, daarna met Stan Getz (in Scandinavië, 1960) en met Friedrich Gulda.
Hij speelde met het kwartet van Hans Koller (jazzmusicus), met Eric Dolphy, Fatty George, Rolf Kühn, Erwin Lehn en Don Ellis (JazzFest Berlin 1968), alsook vanaf 1968 bij Dave Pike en daarna met Volker Kriegel. Daarnaast begeleidde hij Eugen Cicero, Jonny Teupen en Thelonious Monk.
In 1972 experimenteerde hij met Paul en Limpe Fuchs en Friedrich Gulda in de groep Anima.
Hij had een trio met Heinz von Hermann en Ronnie Stephenson en leidde een eigen kwartet met onder meer Joe Nay. Rettenbacher was tevens actief als producent en arrangeur, bijvoorbeeld voor Hans Kollers meerstemmige soloproject uit 1966.
In het jaar voor zijn overlijden richtte hij in Salzburg met Christoph Wundrak, Gottfried Stöger, Christian Junger en Robert Kainar het Hans Rettenbacher Quintett op.

## Werken
- Platen met o.m. de Vienna Jazz Workshop, Eugen Cicero, Leo Wright, Oscar Klein, Friedrich Gulda, Dave Pike Set, Volker Kriegel (Spectrum) en Anima.